# Tecnologia quântica
A tecnologia quântica é um novo campo da física e da engenharia, que dá a algumas das estranhas características da mecânica quântica, especialmente o entrelaçamento quântico e mais recentemente o tunelamento quântico aplicações práticas como o teletransporte quântico, a computação quântica, a criptografia quântica, a simulação quântica, a metrologia quântica, o sensor quântico.
O campo da tecnologia quântica foi descrito pela primeira vez em 1997 em um livro de Gerard J. Milburn, que se seguiu então de um artigo publicado em 2003 por Jonathan P. Dowling e Gerard J. Milburn, o termo apareceu também em outro artigo publicado no mesmo ano por David Deutsch. O campo da tecnologia quântica tem se beneficiado enormemente das ideias advindas do campo da informática quântica, particularmente a computação quântica. Diferentes áreas da física quântica, tal como a ótica quântica, a ótica atômica, a eletrônica quântica e os dispositivos quânticos não-mecânicos foram unificadas na busca do computador quântico e por tabela da teoria da informação quântica.
No Brasil, a portaria GM-MD nº 840, de 14 de fevereiro de 2025, divulga as tecnologias críticas para defesa nacional. A tecnologia quântica aparece como uma das categorias principais e explicita as comunicações quânticas seguras e sensores quânticos como especificidades tecnológicas prioritárias para desenvolvimento de projetos estratégicos.

## Ano Internacional da Ciência e Tecnologia Quântica
O ano de 2025 foi eleito pelas Nações Unidas como Ano Internacional da Ciência e Tecnologia Quântica, um conjunto de celebrações para destacar as contribuições da ciência quântica e as aplicações práticas da tecnologia quântica.